# María Guadalupe González
María Guadalupe González Romero, detta Lupita (Città del Messico, 9 gennaio 1989), è una marciatrice messicana.
È detentrice del record nord-centroamericano e caraibico della marcia 20 km, stabilito il 7 maggio 2016 in occasione dei Mondiali a squadre di marcia di Roma.
Nel dicembre del 2018 la IAAF ha comunicato la positività al trenbolone dell'atleta messicana.

## Record nazionali
- Marcia 15 km: 1h06'55" (2014)
- Marcia 20 km: 1h26'17" ( Roma, 7 maggio 2016)

## Progressione

### Marcia 20 km
| Stagione | Tempo    | Luogo        | Data      | Rank. Mond. |
| -------- | -------- | ------------ | --------- | ----------- |
| 2016     | 1h26'17" | Roma         | 7-5-2016  | 2ª          |
| 2015     | 1h29'21" | Arica        | 9-5-2015  | 19ª         |
| 2014     | 1h28'48" | Taicang      | 3-5-2014  | 17ª         |
| 2013     | 1h37'02" | Boca del Río | 21-4-2013 | 166ª        |

## Palmarès
| Anno | Manifestazione      | Sede           | Evento         | Risultato | Prestazione | Note                                     |
| ---- | ------------------- | -------------- | -------------- | --------- | ----------- | ---------------------------------------- |
| 2013 | Campionati CAC      | Morelia        | Marcia 10000 m | Oro       | 47'48"30    |                                          |
| 2015 | Giochi panamericani | Toronto        | Marcia 20 km   | Oro       | 1h29'24"    | Record dei Giochi                        |
| 2016 | Giochi olimpici     | Rio de Janeiro | Marcia 20 km   | Argento   | 1h28'37"    |                                          |
| 2017 | Mondiali            | Londra         | Marcia 20 km   | Argento   | 1h26'19"    | Miglior prestazione personale stagionale |

## Altre competizioni internazionali
2014
- 16ª in Coppa del mondo di marcia ( Taicang), marcia 20 km - 1h28'48"

2015
- Oro in Coppa panamericana di marcia ( Arica), marcia 20 km - 1h29'21"

2016
- Oro ai Mondiali a squadre di marcia ( Roma), marcia 20 km - 1h26'17"  (dopo squalifica Liu Hong)